# 紅橋區 (倫敦)
雷德布里奇区（英語：London Borough of Redbridge，/lʌndən bʌɹə ɒv ̩ˈɹɛdbɹɪdʒ/ⓘ）是英國英格蘭大倫敦外倫敦的自治市，人口251,900，面積56.41平方公里。

## 外部連結
- （英文）雷德布里奇区政府網 （页面存档备份，存于）

51°34′N 0°05′E / 51.567°N 0.083°E